# Ship-to-ship
En Ship-to-ship (STS) laste/losse operation er overførsel af lasten fra et tankskib til et andet. Dette foregår mens de ligger langs hinanden, enten for anker eller under lav hastighed. Gods der normalt bliver overført ved STS operationer inkluderer råolie, LPG, LNG og petroleum produkter.
Disse operationer udføres i overensstemmelse med regulativer udstedt af IMO, ICS og OOMFC.